# بير يونسن
بير يونسن (بالنرويجية البوكمول: Per Johnsen)‏ هو راكب الكنو نرويجي، ولد في 2 سبتمبر 1926.

## وصلات خارجية
- بير يونسن على موقع أوليمبيديا (الإنجليزية)